# Erik Rutan
Erik Rutan (* 10. června 1971, New Jersey, USA) je americký metalový muzikant a hudební producent. Mezi jeho kytarové idoly patřili Eddie Van Halen a Randy Rhoads, mezi oblíbené kapely Iron Maiden a Slayer. Z hudebních producentů obdivoval práci mj. Andyho Wallace a Flemminga Rasmussena.

## Biografie
Hudební kariéru začal s kapelou Ripping Corpse (byl spoluzakladatelem). Ve svých devatenácti letech s ní natočil desku Dreaming with the Dead (1991), byla to jediná dlouhohrající deska této skupiny. Poté odešel k Morbid Angel, s nimiž nahrál desku Domination (1995). V roce 1997 založil vlastní kapelu Hate Eternal, ovšem k Morbid Angel se později opět na určitý čas připojil. K jeho bočním projektům patřilo i působení ve skupině Alas.
V roce 1999 založil na Floridě své hudební studio Mana Recording Studios. Pomáhal s produkcí kapelám jako Cannibal Corpse, Goatwhore, Belphegor, Soilent Green, Agnostic Front, Madball a dalším.